# 假手術
假手術是一种安慰療法，醫生沒有對病人做過任何真正的手術。假手术的作用类似于安慰剂药物。在臨床試驗中，假手术是一个重要的對照實驗。一項研究顯示，在53個個案中，有39個假手術對病情有改善，當中更有27個與真手術的效果相若。